# 法显
法顯（337年—422年），俗姓龔，平阳郡武阳县（今山西省长治市襄垣县）人，北朝後趙、前燕、苻秦、姚秦，南朝東晉、劉宋的高僧、旅行者。

## 生平
法顯出生於北朝，三位兄長都幼年早亡，其父親怕殃及法顯，在其三歲時便讓他剃度出家為沙彌。二十歲受具足戒。
後秦高祖（姚興）弘始元年（東晉隆安三年，公元399年），六十多岁高龄的法顯，與同學慧景、道整、慧應、慧嵬四人結伴，从长安（时为後秦都城）出发西行。至張掖，又遇見智嚴、慧簡、僧紹、寶雲、僧景，共進至敦煌。

### 西行遊歷

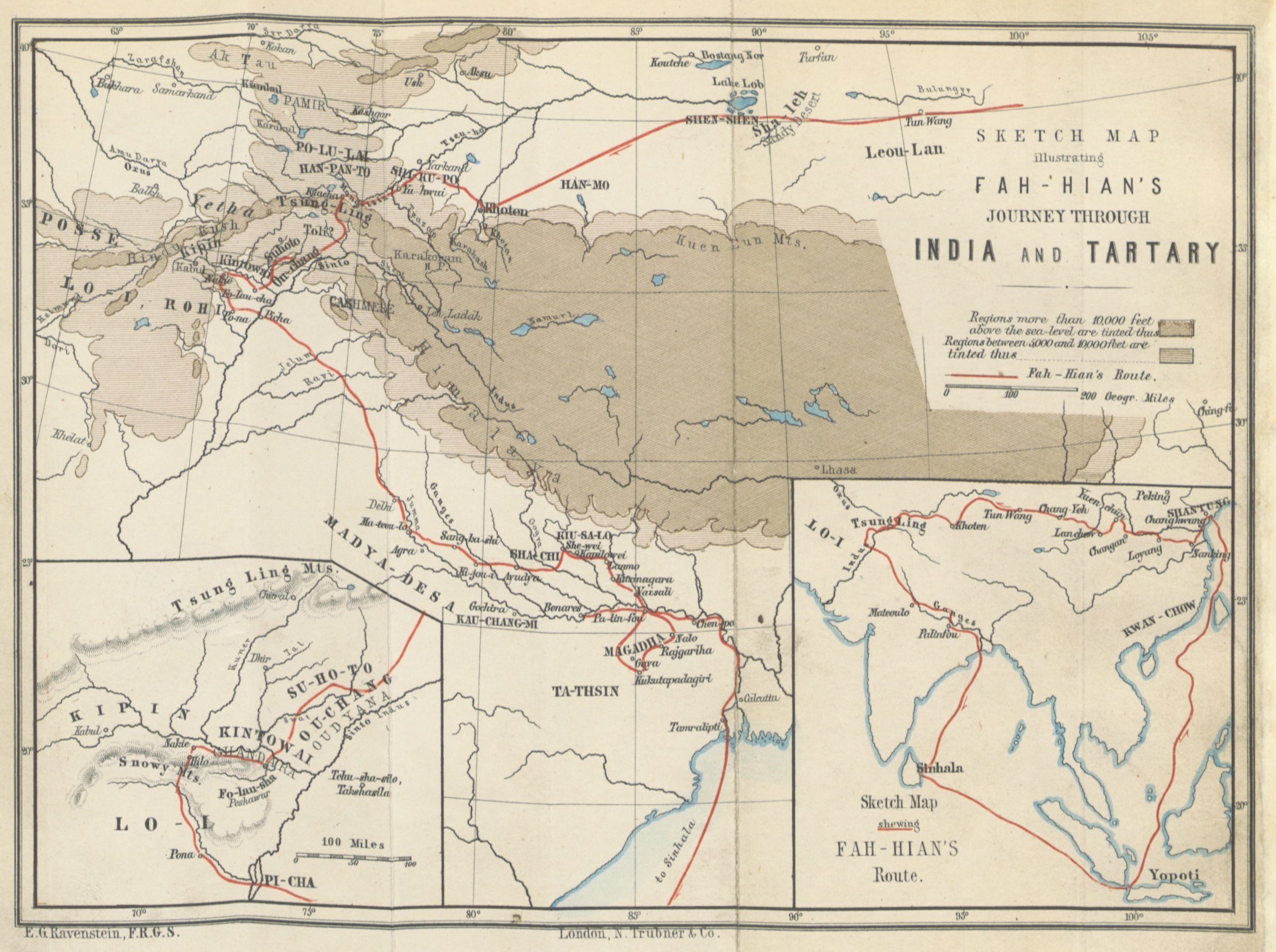
19世纪英国汉学家毕尔所绘的法显路线

當時的敦煌太守李浩，供給法顯等五人渡沙河(塔克拉瑪干沙漠)，經鄯善，至烏耆、闐國。此時，與法顯同行的僧人，或至高昌國，或至罽賓，法顯與其他三人渡過蔥嶺，到達北天竺。
法顯與慧景、道整，欲前往中天竺，求取戒律。南渡小雪山時，因暴雪，慧景死於小雪山。法顯與道整到達中天竺，在摩竭提國巴連弗邑（華氏城）摩訶衍僧伽藍等處得到《大般泥洹經》、《摩訶僧祇律》、《薩婆多衆律》、《雜阿毗曇心》、《綖經》二千五百偈、《摩訶僧祇阿毗曇》。
法顯在中天竺三年，學習梵語。道整後來決定留在中天竺，法顯則繼續南行，到達東天竺的多摩梨帝國(Tamralipta，約在今日的加爾各答)，繼續學習、抄經和畫像。
途中历尽艰险，于义熙六年（410年）到达狮子国（斯里兰卡）。在此停留兩年，得到《彌沙塞律》、《長阿含經》、《雜阿含經》及《雜藏經》等。今日在斯里蘭卡還留有以法顯為名的地名，如法顯洞。
法显在狮子国古都阿努羅陀城（巴利文：Anurādha）到处参学後，於义熙八年（412年）带了多部原文典籍，从海路回国，途中遇风暴经耶婆提国等地，最後在青州长广郡牢山南岸（今青岛市崂山区）上岸。

### 攜經回國
回国後定居建康（今南京），与佛馱跋陀羅合译《摩訶僧祇律》、《大般泥洹經》、《雜藏經》、《雜阿毗曇心》等经、律、论共六部24卷。其長、雜二阿含經、彌沙塞律（後來由佛陀什於劉宋景平元年七月譯出）、薩婆多律抄，未得譯出。

## 著作
著有《法显传》（又名《佛国记》），是今日研究古代中亚、南亚历史、地理、风俗和佛教等重要资料。